# Polly Draper
Pour les articles homonymes, voir Draper.
Polly Draper, née le 15 juin 1955 à Gary en Indiana (États-Unis), est une actrice américaine.

## Biographie

### Vie privée
Elle est la femme du musicien (?) Michael Wolff, ainsi que la mère de Alex et Nat Wolff.

## Filmographie

### Cinéma

#### Actrice
- 1985 : Seven Minutes in Heaven : la mère de Jeff
- 1987 : Et la femme créa l'homme parfait de Susan Seidelman : Suzy Duncan
- 1987 : Le Dragueur de James Toback : Pat, la collègue de Jack
- 1994 : A Million to Juan : Olivia Smith
- 1994 : Schemes : Evelyn Hayes
- 1995 : Gold Diggers: The Secret of Bear Mountain : Kate Easton
- 1997 : Always Say Goodbye : Donna Evans
- 1997 : Hudson River Blues : Leslie
- 1999 : The Tic Code : Laura
- 2000 : Dinner Rush : Natalie Clemente
- 2001 : 18 Shades of Dust : Marilyn
- 2004 : Second Best : Paula
- 2005 : Shooting Livien : Rose Livien
- 2005 : A Perfect Fit : Dr Weiss
- 2007 : Mariage et Conséquences : Beth
- 2011 : Our Idiot Brother : Ellen
- 2013 : Effets secondaires de Steven Soderbergh : la patronne d'Emily
- 2014 : Obvious Child : Nancy Stern
- 2015 : Addiction: A 60's Love Story : Sylvia Bornstein
- 2015 : Demolition : Margot
- 2015 : Jane Wants a Boyfriend : Maman
- 2020 : Histoires d'amour (Love is Love is Love) d'Eleanor Coppola : Milly

### Télévision
- 1986 : Adam's Apple : Bernadette Pascoe
- 1987 : Histoires de l'autre monde : Aileen (1 épisode)
- 1987-1991 : Génération Pub : Ellyn Warren (85 épisodes)
- 1989 : Le Voyageur : Jennifer (1 épisode)
- 1998 : The Larry Sanders Show : Dr Monica Gordon (1 épisode)
- 2000 : The Secret Adventures of Jules Verne : Monique Lacroix (1 épisode)
- 2001 : Gideon's Crossing : Elaine Hoffman (5 épisodes)
- 2001 : Le Protecteur : Meryl Dimetrio (1 épisode)
- 2002 : New York, section criminelle : Christine Wilkes (1 épisode)
- 2002 : Monk : Rita Bronwyn (1 épisode)
- 2010 : The Big C : Lorna (1 épisode)
- 2013 : Un flic d'exception (Golden Boy) : Nora Clark (6 épisodes)
- 2014 : The Good Wife : Lorainne Joy (2 épisodes)
- 2014 : Les Mystères de Laura : Ruby (1 épisode)
- 2018-2019 : Tell Me a Story : Madeline Winston (2 épisodes)
- 2023 : Ces liens qui nous unissent (The Company You Keep) : Fran Nicoletti (10 épisodes)

### Téléfilms
- 2020 : Il était une fois Noël à Castle Creek (Once Upon a Main Street) d'elle-même : Rowena Marson

#### Réalisatrice
- 2020 : Il était une fois Noël à Castle Creek (téléfilm)